# Đại hội Giới trẻ Thế giới 2011

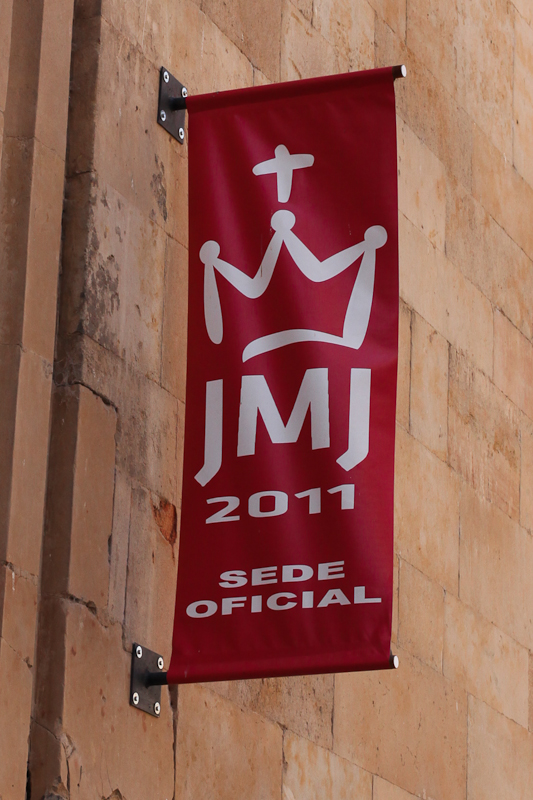
Biểu trưng của Ngày Giới trẻ Thế giới 2011

Đại hội Giới trẻ Thế giới 2011 (hay Ngày Giới trẻ Thế giới 2011, Ngày Quốc tế Giới trẻ 2011) là một sự kiện lớn dành cho giới trẻ Công giáo trên toàn thế giới, được tổ chức tại thủ đô Madrid, Tây Ban Nha từ ngày 16 đến 21 tháng 8 năm 2011. Theo số liệu thống kê, đại hội này đã thu hút khoảng 1,5 triệu người tham dự trong sự kiện cao trào. Giáo hoàng Biển Đức XVI đã đến dự nhiều sự kiện lớn nhỏ của Đại hội, đặc biệt là cử hành thánh lễ đại triều vào sáng ngày 21 tháng 8 năm 2011. 

## Chuẩn bị

### Đăng cai
Vào ngày 20 tháng 7 năm 2008, tại thánh lễ bế mạc Đại hội Giới trẻ Thế giới 2008 tại Sydney (Úc), Giáo hoàng Biển Đức XVI đã chính thức tuyên bố rằng Madrid sẽ là chủ nhà của đại hội lần kế tiếp. Đây là lần thứ hai Tây Ban Nha tổ chức Đại hội Giới trẻ Thế giới. Lần trước - Đại hội năm 1989 - đã được họ tổ chức từ ngày 15 đến 20 tháng 8 năm 1989 tại Santiago de Compostela. 

### Chủ đề và bài hát
Chủ đề của đại hội 2011 là: "Bén rễ sâu và xây dựng đời mình trên nền tảng là Chúa Giêsu Kitô, vững mạnh trong đức tin." (Thư Côlôxê 2:7). Cũng dựa vào chủ đề trên, bài hát chính thức của sự kiện mang tên "Firmes en la Fe" (được dịch nghĩa tiếng Việt là: "Hãy đứng vững trong Đức Tin") do linh mục Enrique Castro viết nhạc, với phần lời của giám mục phụ tá Madrid là Cesar Franco.

### Biểu trưng
Biểu trưng chính thức được chọn là của nhà thiết kế người Valencia José Gil-Nogués Villara, qua một cuộc thi thiết kế đồ họa dành cho các nhà chuyên nghiệp đang làm việc tại Tây Ban Nha. Biểu tượng này được tổng giám mục Madrid công bố vào ngày 30 tháng 7 năm 2009. Theo lời diễn giải, biểu trưng đại diện cho những bạn trẻ trên khắp thế giới quy tụ lại quanh giáo hoàng để cùng cử hành Đức tin Kitô Giáo, được cách điệu như chiếc vương miện của Đức Mẹ Almudena - quan thầy của thành phố Madrid. Vương miện mang dáng dấp chữ M, tượng trưng cho Đức Mẹ Maria và Madrid, trên đỉnh là cây thánh giá tượng trưng cho Chúa Kitô. Ngoài ra, màu sắc của biểu trưng cũng đại diện cho những màu truyền thống của Tây Ban Nha.

## Công tác tổ chức
- Ban tổ chức trung ương: Các kỳ Đại hội Giới trẻ Thế giới đều do Hội đồng Giáo hoàng về Giáo dân của Giáo triều Rôma làm ban tổ chức trung ương, hoạt động chỉ đạo. Tại thời điểm năm 2011, Hội đồng này do hồng y Stanisław Ryłko (người Ba Lan) làm chủ tịch, thư ký là giám mục Josef Clemens (người Đức).
- Ban tổ chức địa phương: là Tổng giáo phận Madrid đăng cai, chủ tịch là hồng y Antonio Maria Rouco Varela (tổng giám mục Madrid), và tổng điều phối là giám mục Augusto Cesar Franco Martinez (giám mục phụ tá Madrid). Ban tổ chức địa phương chia làm nhiều tiểu ban nhỏ phối hợp với nhau để vận hành như: thư ký, tiếp tân, hậu cần, truyền thông...

## Kinh phí
Mặc dù có những cáo buộc rằng chính phủ Tây Ban Nha đã chi trả kinh phí cho việc tổ chức Đại hội Giới trẻ Thế giới 2011 trong khi quốc gia này đang lâm vào tình trạng khủng hoảng kinh tế và thất nghiệp, nhưng ban tổ chức đại hội luôn khẳng định rằng đây là sự kiện tự vận động tài chính, thông qua sự đóng góp từ khách hành hương (chiếm 70%) và sự tài trợ của các doanh nghiệp và cá nhân (chiếm 30%). Chi phí cho an ninh và cơ sở hạ tầng ước tính khoảng 50 triệu euro. Báo cáo tổng kết cho biết, đại hội đã mang về khoảng 100 triệu euro cho ngân sách nhà nước Tây Ban Nha, chủ yếu là từ hoạt động du lịch. 